# La Transfiguració de Pinyeres
La Transfiguració de Pinyeres fou l'església parroquial de l'antic poble de Pinyeres, avui un despoblat del municipi de Batea (Terra Alta). Està situada vora el riu Algars a uns quatre quilòmetres al nord de la carretera que va de Batea a Maella. Està inclosa a l'Inventari del Patrimoni Arquitectònic de Catalunya.

## Descripció
La Transfiguració de Pinyeres forma part d'un grup de temples petits de la Terra Alta i de la Ribera d'Ebre que per la seva tipologia han estat qualificats de singulars. Estilísticament pertanyen al romànic tardà o protogòtic. Foren bastits el segle xiii durant la colonització de les terres de l'Ebre per iniciativa del comanador templer de Miravet d'acord amb el bisbe de Tortosa. Són petits, de planta rectangular i capçalera plana i construïts de carreuada i maçoneria. A la base dels murs perimetrals, a manera de sòcol, tenen una bancada de pedra des d'on s'eleva una estructura d'arcs de diafragma transversals, de contorn apuntat, que aguanten una coberta de lloses de pedra sobreposades.

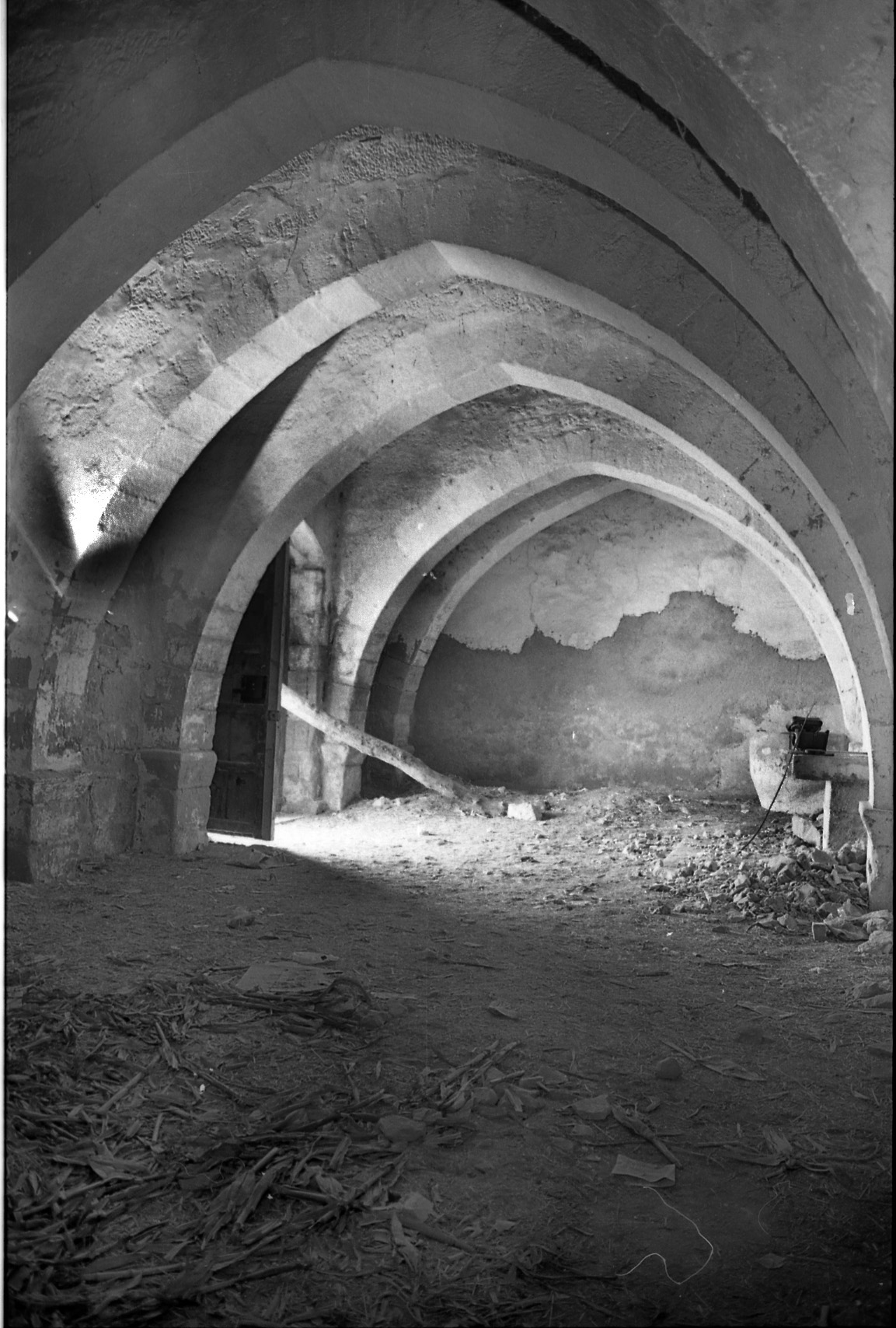
Interior del temple (1985)

L'església de Pinyeres és la més gran del grup. Mesura 16,10 m de llarg, 6.15 d'ample i 3,8 d'alt. Com d'habitud, va coberta a doble vessant per un sostre de lloses sobreposades que suporten arcs diafragmàtics apuntats, en aquest cas, nou, separats entre si poc més d'un metre. Aquests arcs arrenquen a un metre de terra mitjançant pilars amb impostes. Es curiosa la solució tècnica que s'adoptà en dos arcs que coincidien amb les portes de migdia i tramuntana, consistent en carregar-los sobre mènsules murals situades a l'altura pertinent.
Té dues portes, una situada al nord que comunica amb la sagristia i altra, la principal, al sud. Aquesta és adovellada, de mig punt amb impostes i guardapols. A sobre d'ella s'eleva una esvelta espadanya de tres arcs. En tota la nau només hi ha una finestreta molt petita i estreta situada al mur de migdia. A tramuntana quatre potents contraforts aguanten el mur.

## Història
En el procés de feudalització de les terres de l'Ebre, l'any 1280, el comanador templer de Miravet atorgà la carta de població pertinent.
Actualment els territoris de Pinyeres, Algars i Batea constitueixen l'actual municipi de Batea; antigament, juntament amb el castell i lloc d'Almudèfer, formaren la sots‑comanda templera d'Algars, que tenia la seu en el castell d'Algars.
Les Pinyeres l'any 1354 contava amb 13 focs i va ser independent de Batea fins al 1841 que junt amb Algars fou agregat a l'anterior. Poc anys després l'església fou desafectada. Fins a 1936, els veïns hi celebraven un aplec el dia 6 d'agost.